# Laitakarinlahti
Laitakarinlahti är en vik i Finland. Den ligger i Ijo i landskapet Norra Österbotten, i den centrala delen av landet, 600 km norr om huvudstaden Helsingfors.